# Rajd Grecji 1978
Rajd Akropolu 1978 - Rajd Grecji (25. Acropolis Rally) – 25 Rajd Grecji rozgrywany w Grecji w dniach 29 maja-2 czerwca. Była to piąta runda Rajdowych Mistrzostw Świata producentów w roku 1978 oraz zarazem szósta runda Rajdowych Mistrzostw Świata kierowców tzw. Pucharu FIA Kierowców. Rajd został rozegrany na nawierzchni szutrowej. Baza imprezy była zlokalizowana w mieście Ateny.

## Wyniki końcowe rajdu[1]
| Msc. | Kierowca         | Pilot                 | Samochód           | Czas     | Strata   | Grupa | Pkt zespół | Pkt kierowca |
| ---- | ---------------- | --------------------- | ------------------ | -------- | -------- | ----- | ---------- | ------------ |
| 1    | Walter Röhrl     | Christian Geistdörfer | Fiat 131 Abarth    | 10:00.50 | 0.0      | 4     | 10+8       | 9            |
| 2.   | Markku Alén      | Ilkka Kivimäki        | Fiat 131 Abarth    | 10:10.54 | +10.04   | 4     |            | 6            |
| 3.   | Shekhar Mehta    | Yvonne Mehta          | Datsun 160J        | 10:23.36 | +22.46   | 2     | 8+8        | 4            |
| 4.   | Harry Källström  | Claes Billstam        | Datsun 160J        | 10:24.01 | +23.11   | 2     |            | 3            |
| 5.   | Achim Warmbold   | Hans Sylvan           | Opel Kadett GT/E   | 10:54.19 | +53.29   | 2     | 6+6        | 2            |
| 6.   | Tasos Livieratos | Manólis Makrinos      | Lancia Stratos HF  | 11:04.17 | +1:03.27 | 4     | 5+6        | 1            |
| 7.   | Billy Coleman    | Jim Porter            | Ford Escort RS1800 | 11:13.49 | +1:12.59 | 4     | 4+5        |              |
| 8.   | Evangelos Gallo  | Andreas Arkentis      | Toyota Celica      | 11:36.32 | +1:35.42 | 2     | 3+5        |              |
| 9.   | Miloslav Zapadlo | Jiří Motal            | Škoda 130 RS       | 11:41.23 | +1:40.33 | 2     | 2+4        |              |
| 10.  | Stasys Brundza   | Arvydas Girdauskas    | Łada 1600          | 11:44.49 | +1:43.59 | 2     | 1+3        |              |

## Punktacja

### Klasyfikacja producentów
| Lp | Producent | Pkt. |
| -- | --------- | ---- |
| 1  | Fiat      | 64   |
| 2  | Ford      | 50   |
| 3  | Opel      | 47   |
| 4  | Porsche   | 41   |
| 5  | Datsun    | 32   |

- Uwaga: Tabela obejmuje tylko pięć pierwszych miejsc.

### Klasyfikacja  FIA Cup for Rally Drivers
| Lp | Producent           | Pkt. |
| -- | ------------------- | ---- |
| 1  | Markku Alén         | 23   |
| 2  | Jean-Pierre Nicolas | 22   |
| 3  | Björn Waldegård     | 12   |
| 3  | Walter Röhrl        | 12   |
| 3  | Hannu Mikkola       | 12   |

- Uwaga: Tabela obejmuje tylko pięć pierwszych miejsc.